# Basel-St. Johann
St. Johann (Betonung auf letzter Silbe [ˌsaŋgt jɔ̆ˈhanː]; im Mittelalter Kreuzvorstadt genannt; im Baseldeutsch Santihans genannt) ist ein Stadtteil der Schweizer Stadt Basel. Er liegt im stark industrialisierten Norden der Stadt. Dort befanden sich der Rheinhafen St. Johann und die städtische Müllverbrennung. Das Quartier hat einen hohen Anteil ausländischer Bewohner. Die Nähe zum Rhein und der Stadt ermöglicht eine hohe Lebensqualität.
Der Stadtteil St. Johann grenzt im Norden an Frankreich, im Osten an den Rhein, im Süden an die Stadtteile Basel-Vorstädte, St. Johanns-Park und Am Ring (St. Johanns-Ring) sowie im Westen an den Stadtteil Iselin (Burgfelderstrasse).
Das St. Johanns-Quartier verdankt seinen Namen dem Johanniterorden, der hier seit 1206 eine Niederlassung (eine «Kommende») hatte. Von der Niederlassung des Ordens ist heute nichts mehr zu finden.

Historisches Luftbild aus 400 m von Walter Mittelholzer von 1919

## Wohnbezirke
St. Johann ist in fünf Wohnbezirke unterteilt:
- Kannenfeld (Kannenfeldstrasse, Antoniuskirche)
- Friedmattviertel (Kannenfeldpark, Burgfelderhof, Schlachthof)
- Lysbüchel (Bahnhof St. Johann, Voltamatte, Novartis Campus)
- Landskron (Davidsboden, Voltahalle)
- Pestalozzi (Hebelplatz, St. Johanns-Park)

## Gebäude und Sehenswürdigkeiten
- Antoniuskirche
- Johanneskirche
- Kannenfeldpark
- St. Johanns-Park[3]
- Bahnhof Basel St. Johann
- Grand Casino Basel
- Voltahalle
- Der neue Ackermannshof.[4]

## Galerie

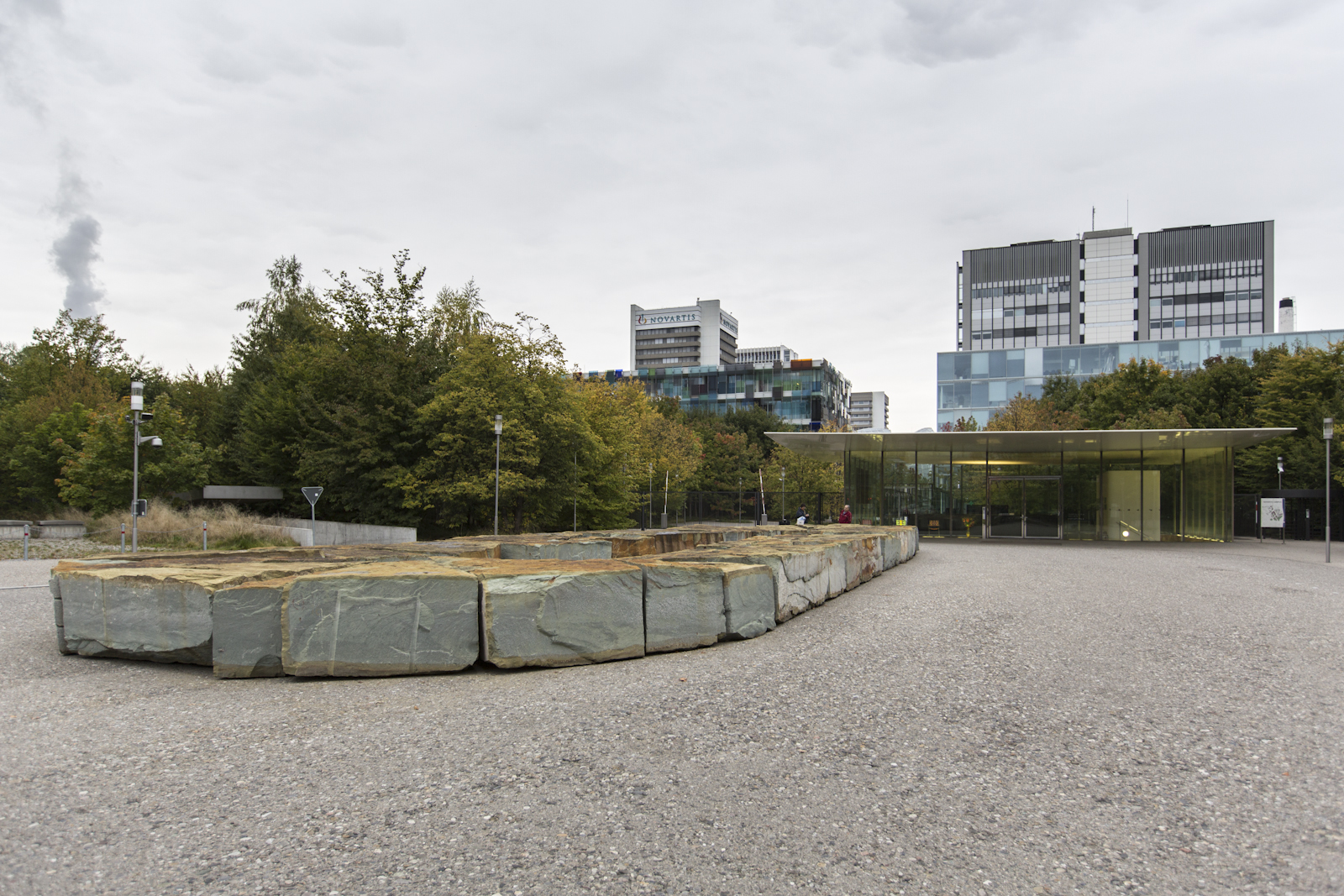
Eingang zum Novartis Campus
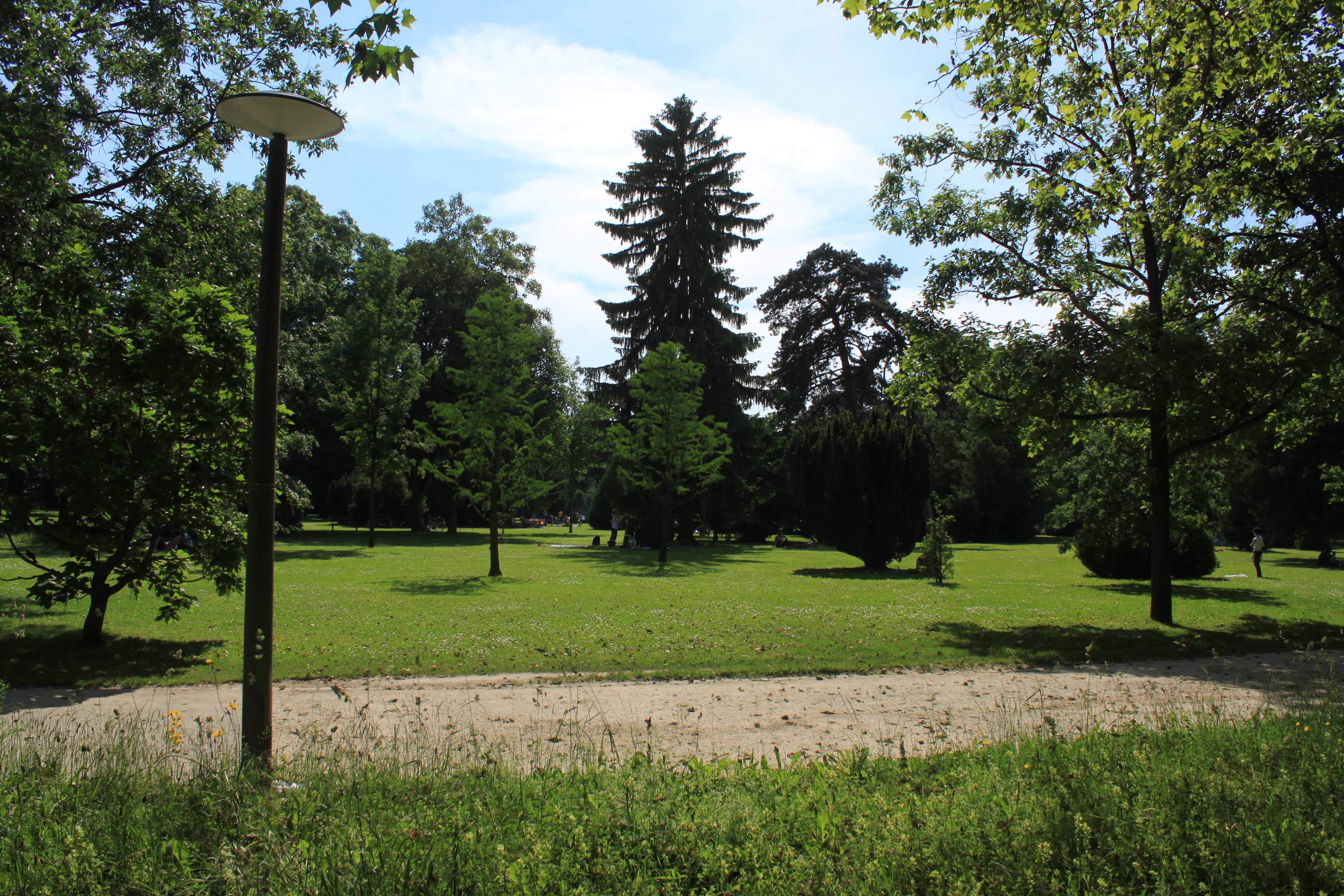
Kannenfeldpark
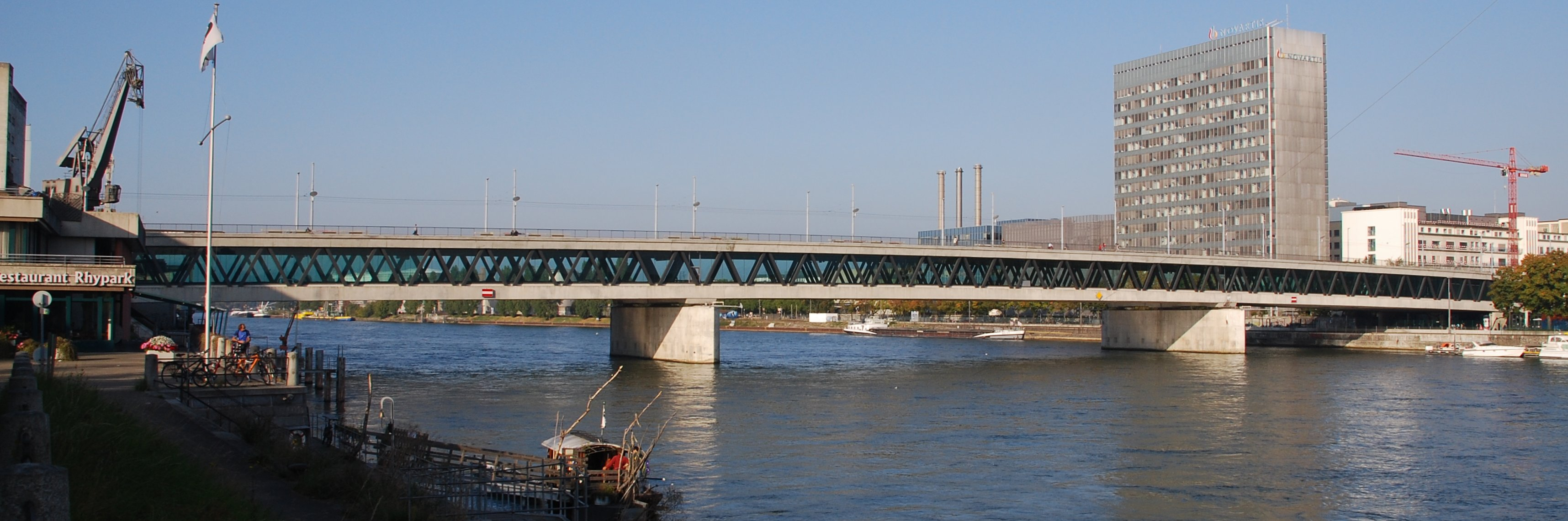
Dreirosenbrücke mit Blick auf Kleinbasel
Historische Ansicht des Industriequartiers St. Johann